# All England Lawn Tennis and Croquet Club
L'All England Lawn Tennis and Croquet Club è un club di tennis con sede a Wimbledon, organizzatore del torneo di Wimbledon.

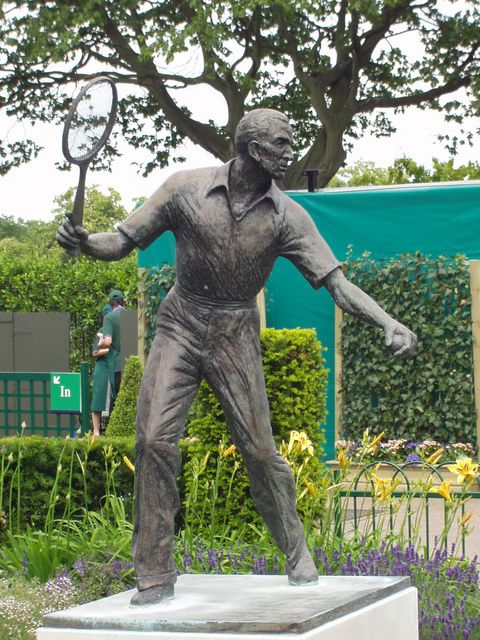
Statua di Fred Perry al Club.

Fu fondato nel 1868 come All England Croquet Club, e tenne la sua prima competizione di croquet nel 1870. Il croquet fu molto popolare fino all'introduzione del tennis. Il primo torneo di Wimbledon si tenne nel 1877 e l'associazione cambiò nome in All England Croquet and Lawn Tennis Club. Nel 1882 la parola croquet fu eliminata dal nome in quanto il tennis era divenuta l'attività principale. Ma nel 1889 fu ripristinata, probabilmente per motivi sentimentali, costituendo l'attuale denominazione.
Oggi opera ancora come un normale club tennistico, sebbene organizzi uno dei più importanti tornei al mondo, con 375 membri a tempo pieno, 100 temporanei e molti onorari, ex campioni del torneo inclusi.
L'esclusività del club ha portato, fra gli altri, all'esclusione di Angela Buxton, la britannica ebrea ex-campionessa di Wimbledon nel doppio. La Buxton disse nel 2004, riflettendo sul fatto che l'All England Club, quasi 50 anni dopo il suo trionfo nel 1956 in coppia con Althea Gibson, non l'avesse ancora invitata ad aderire: "Penso che l'antisemitismo sia ancora là. Il mero fatto che non sia ancora un membro è una piena sentenza che parla da sola."
Il club è anche sede del Wimbledon Lawn Tennis Museum ed ha ancora un campo da croquet, ma troppo piccolo per competizioni di alto livello. Conta invece un totale di 18 campi da tennis (più quelli di allenamento), incluso lo storico Centre Court che solitamente ospita le finali. I campi in erba possono essere usati fra maggio e settembre. Il Campo centrale dopo la ristrutturazione effettuata nel 2009 ha raggiunto una capienza di 15.000 posti ed è dotato di un tetto mobile capace di aprirsi e chiudersi in 10 minuti. Un nuovo campo numero 2 da 4000 posti è stato completato e usato per la prima volta nel torneo di Wimbledon 2009 e per questo torneo il vecchio campo numero 2 è stato rinominato in campo numero 3. Alla fine del torneo il campo numero 3 (ex numero 2) e il numero 4 (ex numero 3) sono stati demoliti ed è stata programmata la costruzione di un nuovo campo numero 3 con una capacità prevista di 2.000 posti. Il nuovo campo è stato inaugurato nel torneo di Wimbledon 2011.

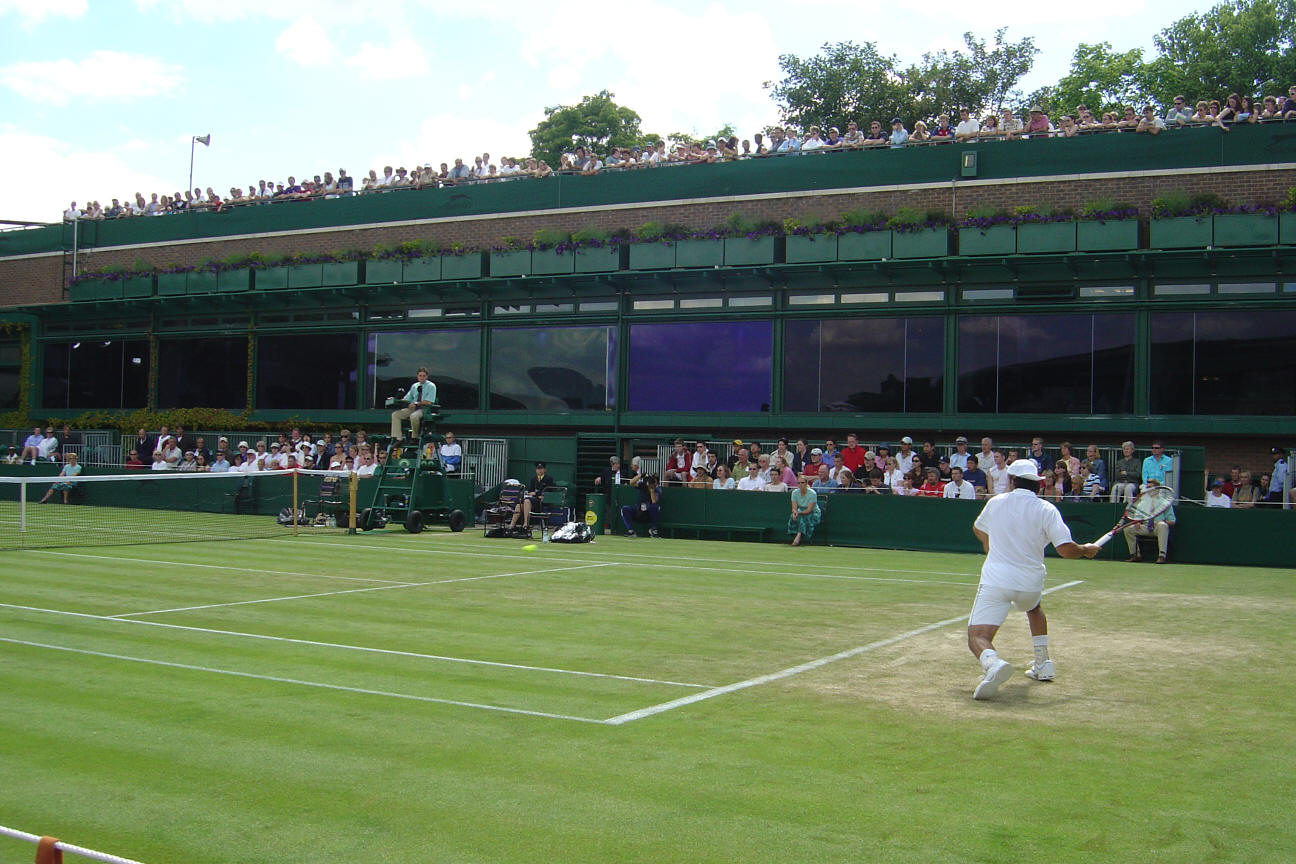
Sebastien Grosjean contro Jan-Michael Gambill sul campo 18 nel 2004.

Il secondo campo più importante è il No. 1 Court, costruito nel 1997, che può contenere circa 12,350 persone e occasionalmente ospita partite di Coppa Davis mentre il Centre Court è invece preservato per il torneo di Wimbledon.
Il club ha ospitato gli incontri di tennis della XXX Olimpiade nel 2012.